# Lista das 100 melhores séries de animação pela IGN
Em 2009, o site IGN Entertainment elaborou uma lista com As 100 melhores séries de animação da história. Conforme explicado pelo próprio site, "a serie de animação é de fato uma coisa maravilhosa. (...) De contos clássicos de gatos perseguindo ratos à lenda de um Vingador do Cavaleiro das Trevas patrulhando as ruas de um lugar chamado Gotham City, de invasores alienígenas incompetentes a famílias nucleares incompetentes, de histórias do futuro a sagas do passado, o Top 100 Animated Series da IGN tudo isso".

## Estatísticas
| País           | Quantidade |
| -------------- | ---------- |
| Estados Unidos | 85         |
| Japão          | 13         |
| Bélgica        | 1          |
| Reino Unido    | 1          |

| Década | Quantidade |
| ------ | ---------- |
| 1930   | 2          |
| 1940   | 3          |
| 1950   | 1          |
| 1960   | 8          |
| 1970   | 6          |
| 1980   | 23         |
| 1990   | 36         |
| 2000   | 21         |

## A Lista
| Posição | País de Origem | Nome Original                                                                  | Nome em Inglês                                           | Brasil: Nome em Português                                                                           | Transmissão Original                |
| ------- | -------------- | ------------------------------------------------------------------------------ | -------------------------------------------------------- | --------------------------------------------------------------------------------------------------- | ----------------------------------- |
| 100     | Estados Unidos | Josie and the Pussycats                                                        | Josie and the Pussycats                                  | Josie e as Gatinhas                                                                                 | 1970-1972                           |
| 99      | Estados Unidos | M.A.S.K. (Mobile Armored Strike Kommand)                                       | M.A.S.K. (Mobile Armored Strike Kommand)                 | M.A.S.K.                                                                                            | 1985-1986                           |
| 98      | Estados Unidos | Clerks: The Animated Series                                                    | Clerks: The Animated Series                              | | 2000                                |
| 97      | Bélgica        | Les Schtroumpfs                                                                | The Smurfs                                               | Os Smurfs                                                                                           | 1981-1990                           |
| 96      | Estados Unidos | Star Trek: The Animated Series                                                 | Star Trek: The Animated Series                           | Star Trek: The Animated Series                                                                      | 1973-1974                           |
| 95      | Japão          | 鋼の錬金術師 (Hagane no Renkinjutsushi)                                        | Fullmetal Alchemist                                      | Fullmetal Alchemist                                                                                 | 2004-2006                           |
| 94      | Estados Unidos | The Boondocks                                                                  | The Boondocks                                            | The Boondocks                                                                                       | 2005-Presente                       |
| 93      | Estados Unidos | Darkwing Duck                                                                  | Darkwing Duck                                            | Darkwing Duck                                                                                       | 1991-1992                           |
| 92      | Estados Unidos | Rugrats                                                                        | Rugrats                                                  | Rugrats: Os Anjinhos                                                                                | 1991-1994 & 1996-2004               |
| 91      | Estados Unidos | Harvey Birdman, Attorney at Law                                                | Harvey Birdman, Attorney at Law                          | Harvey, O Advogado                                                                                  | 2000-2007                           |
| 90      | Japão          | アフロサムライ (Afuro Samurai)                                                 | Afro Samurai (ΛFΓO SΛMUΓΛI)                              | Afro Samurai (ΛFΓO SΛMUΓΛI)                                                                         | 2007-Presente                       |
| 89      | Estados Unidos | Star Wars: The Clone Wars                                                      | Star Wars: The Clone Wars                                | Star Wars: The Clone Wars                                                                           | 2008-Presente                       |
| 88      | Estados Unidos | The Woody Woodpecker Show                                                      | The Woody Woodpecker Show                                | Pica Pau e seus Amigos                                                                              | 1940-Presente                       |
| 87      | Estados Unidos | Frisky Dingo                                                                   | Frisky Dingo                                             | Frisky Dingo                                                                                        | 2006-2008                           |
| 86      | Japão          | 鉄腕アトム (Tetsuwan Atomu)                                                    | Astro Boy                                                | Astro Boy                                                                                           | 1963-1966                           |
| 85      | Estados Unidos | Foster's Home for Imaginary Friends                                            | Foster's Home for Imaginary Friends                      | A Mansão Foster para Amigos Imaginários                                                             | 2004-Presente                       |
| 84      | Estados Unidos | Spider-Man: The Animated Series                                                | Spider-Man: The Animated Series                          | Homem-Aranha                                                                                        | 1994-1998                           |
| 83      | Estados Unidos | Teen Titans                                                                    | Teen Titans                                              | Os Jovens Titãs                                                                                     | 2003-2006                           |
| 82      | Estados Unidos | Fat Albert and the Cosby Kids                                                  | Fat Albert and the Cosby Kids                            | O Gordo Alberto e a turma Cosby                                                                     | 1972-1985                           |
| 81      | Estados Unidos | TaleSpin                                                                       | TaleSpin                                                 | Esquadrilha Parafuso                                                                                | 1990-1994                           |
| 80      | Estados Unidos | Alvin and the Chipmunks                                                        | Alvin and the Chipmunks                                  | Alvin e os Esquilos                                                                                 | 1983-1990                           |
| 79      | Estados Unidos | Sealab 2021                                                                    | Sealab 2021                                              | Laboratório Submarino 2021                                                                          | 2000-2005                           |
| 78      | Japão          | ドラゴンボールZ (Doragon Bōru Zetto)                                           | Dragon Ball Z                                            | Dragon Ball Z                                                                                       | 1989-1996                           |
| 77      | Estados Unidos | Jonny Quest                                                                    | Jonny Quest                                              | Jonny Quest                                                                                         | 1964-1965 & 1986-1987               |
| 76      | Estados Unidos | Voltron: Defender of the Universe                                              | Voltron: Defender of the Universe                        | Voltron: O Defensor do Universo                                                                     | 1984-1985                           |
| 75      | Estados Unidos | Dr. Katz, Professional Therapist                                               | Dr. Katz, Professional Therapist                         | Dr. Katz, Terapeuta Profissional                                                                    | 1995-1999                           |
| 74      | Estados Unidos | Underdog                                                                       | Underdog                                                 | O Vira-Lata                                                                                         | 1964-1973                           |
| 73      | Japão          | 新機動戦記ガンダムW, (Shin kidō senki Gandamu W) New Mobile Report Gundam Wing | Mobile Suit Gundam Wing                                  | Mobile Suit Gundam Wing                                                                             | 1995-1996                           |
| 72      | Estados Unidos | Dexter's Laboratory                                                            | Dexter's Laboratory                                      | O Laboratório de Dexter                                                                             | 1996-2003                           |
| 71      | Estados Unidos | Johnny Bravo                                                                   | Johnny Bravo                                             | Johnny Bravo                                                                                        | 1997-2004                           |
| 70      | Japão          | ポケモン (Pokemon)                                                             | Pokemon                                                  | Pokémon                                                                                             | 1997-Presente                       |
| 69      | Estados Unidos | Mighty Mouse                                                                   | Mighty Mouse                                             | "Super Mouse" ou "Possante"                                                                         | 1942-1961                           |
| 68      | Estados Unidos | Popeye                                                                         | Popeye                                                   | Popeye                                                                                              | década de 1930 até a década de 1950 |
| 67      | Estados Unidos | The Pink Panther Show                                                          | The Pink Panther Show                                    | A Pantera Cor-de-Rosa                                                                               | 1969-1976                           |
| 66      | Estados Unidos | Tom and Jerry                                                                  | Tom and Jerry                                            | Tom e Jerry                                                                                         | 1940-1967                           |
| 65      | Estados Unidos | "Todd McFarlane's Spawn" ou "Spawn: The Animated Series"                       | "Todd McFarlane's Spawn" ou "Spawn: The Animated Series" | Spawn - O Soldado do Inferno                                                                        | 1997-1999                           |
| 64      | Estados Unidos | Dungeons & Dragons                                                             | Dungeons & Dragons                                       | Caverna do Dragão                                                                                   | 1983-1985                           |
| 63      | Estados Unidos | The Huckleberry Hound Show                                                     | The Huckleberry Hound Show                               | Dom Pixote                                                                                          | 1985-1962                           |
| 62      | Estados Unidos | Danger Mouse                                                                   | Danger Mouse                                             | Danger Mouse                                                                                        | 1981-1992                           |
| 61      | Reino Unido    | Count Duckula                                                                  | Count Duckula                                            | Count Duckula                                                                                       | 1988-1993                           |
| 60      | Estados Unidos | Chip 'n Dale Rescue Rangers                                                    | Chip 'n Dale Rescue Rangers                              | Tico e Teco e os Defensores da Lei                                                                  | 1989-1990                           |
| 59      | Estados Unidos | Spider-Man and His Amazing Friends                                             | Spider-Man and His Amazing Friends                       | Homem-Aranha e seus fantásticos amigos                                                              | 1981-1983                           |
| 58      | Estados Unidos | He-Man and the Masters of the Universe                                         | He-Man and the Masters of the Universe                   | He-Man e os Defensores do Universo                                                                  | 1983-1985                           |
| 57      | Estados Unidos | Invader ZIM                                                                    | Invader ZIM                                              | Invasor Zim                                                                                         | 2001-2002 & 2006                    |
| 56      | Estados Unidos | The Venture Bros.                                                              | The Venture Bros.                                        | Os Irmãos Aventura                                                                                  | 2003-Presente                       |
| 55      | Estados Unidos | Teenage Mutant Ninja Turtles                                                   | Teenage Mutant Ninja Turtles                             | As Tartarugas Ninja                                                                                 | 1987-1996                           |
| 54      | Estados Unidos | Inspector Gadget                                                               | Inspector Gadget                                         | Inspetor Bugiganga                                                                                  | 1983-1986                           |
| 53      | Estados Unidos | Freakazoid!                                                                    | Freakazoid!                                              | Freakazoid!                                                                                         | 1995-1997                           |
| 52      | Japão          | ギャラクシー・ハイスクール                                                     | Galaxy High                                              | | 1986                                |
| 51      | Japão          | デスノート (Desu Nōto)                                                         | Death Note                                               | Death Note                                                                                          | 2006-2007                           |
| 50      | Estados Unidos | Super Friends                                                                  | Super Friends                                            | Superamigos                                                                                         | 1973-1986                           |
| 49      | Estados Unidos | ThunderCats                                                                    | ThunderCats                                              | ThunderCats                                                                                         | 1985-1990                           |
| 48      | Estados Unidos | Duckman: Private Dick/Family Man                                               | Duckman: Private Dick/Family Man                         | Duckman: Detetive Particular                                                                        | 1994-1997                           |
| 47      | Estados Unidos | Pinky and the Brain                                                            | Pinky and the Brain                                      | Pinky e o Cérebro                                                                                   | 1995-1998                           |
| 46      | Estados Unidos | The Jetsons                                                                    | The Jetsons                                              | Os Jetsons                                                                                          | 1962-1963                           |
| 45      | Estados Unidos | Gargoyles                                                                      | Gargoyles                                                | Os Gárgulas                                                                                         | 1994-1997                           |
| 44      | Japão          | Battle of the Planets                                                          | "Battle of the Planets" ou "Gatchaman"                   | Batalha dos Planetas                                                                                | 1978-1985                           |
| 43      | Estados Unidos | Samurai Jack                                                                   | Samurai Jack                                             | Samurai Jack                                                                                        | 2001-2004                           |
| 42      | Estados Unidos | The Powerpuff Girls                                                            | The Powerpuff Girls                                      | As Meninas Superpoderosas                                                                           | 1998-2005                           |
| 41      | Estados Unidos | Steven Spielberg presents Tiny Toon Adventures                                 | Steven Spielberg presents Tiny Toon Adventures           | Tiny Toon Adventures                                                                                | 1990-1994                           |
| 40      | Estados Unidos | Batman Beyond                                                                  | Batman Beyond                                            | Batman do Futuro                                                                                    | 1999-2001                           |
| 39      | Estados Unidos | Aqua Teen Hunger Force                                                         | Aqua Teen Hunger Force                                   | Aqua Teen: O Esquadrão Força Total                                                                  | 2000-2015                           |
| 38      | Japão          | ナルト                                                                         | Naruto                                                   | Naruto                                                                                              | 2002-2007                           |
| 37      | Estados Unidos | Space Ghost Coast to Coast                                                     | Space Ghost Coast to Coast                               | Space Ghost Coast to Coast                                                                          | 1994-2004                           |
| 36      | Estados Unidos | Superman: The Animated Series                                                  | Superman: The Animated Series                            | Superman: A Série Animada                                                                           | 1996-2000                           |
| 35      | Estados Unidos | Avatar: The Last Airbender                                                     | Avatar: The Last Airbender                               | Avatar: A Lenda de Aang                                                                             | 2005-2008                           |
| 34      | Estados Unidos | Robotech                                                                       | Robotech                                                 | Robotech                                                                                            | 1985                                |
| 33      | Estados Unidos | Schoolhouse Rock!                                                              | Schoolhouse Rock!                                        | | 1972-2001                           |
| 32      | Estados Unidos | Liquid Television                                                              | Liquid Television                                        | | 1991-1994                           |
| 31      | Estados Unidos | Muppet Babies                                                                  | Muppet Babies                                            | Muppet Babies                                                                                       | 1984-1990                           |
| 30      | Estados Unidos | The Spectacular Spider-Man                                                     | The Spectacular Spider-Man                               | Brasil: O Espetacular Homem-Aranha / Portugal: O Incrível Homem-Aranha / O Espetacular Homem-Aranha | 2008-2009                           |
| 29      | Japão          | マッハGoGoGo (Mach Go Go Go)                                                   | Speed Racer                                              | Speed Racer                                                                                         | 1967-1968                           |
| 28      | Estados Unidos | Home Movies                                                                    | Home Movies                                              | Filmes Caseiros                                                                                     | 1999-2004                           |
| 27      | Estados Unidos | King of the Hill                                                               | King of the Hill                                         | O Rei do Pedaço                                                                                     | 1997-2010                           |
| 26      | Estados Unidos | The Critic                                                                     | The Critic                                               | The Critic                                                                                          | 1994-1995                           |
| 25      | Estados Unidos | Robot Chicken                                                                  | Robot Chicken                                            | Frango Robô                                                                                         | 2005-2018                           |
| 24      | Estados Unidos | Scooby-Doo, Where Are You!                                                     | Scooby-Doo, Where Are You!                               | Scooby-Doo, Cadê Você?                                                                              | 1969-1970                           |
| 23      | Estados Unidos | Transformers                                                                   | Transformers                                             | Transformers                                                                                        | 1984-1987                           |
| 22      | Estados Unidos | The Real Ghostbusters                                                          | The Real Ghostbusters                                    | Os Caça - Fantasmas                                                                                 | 1986-1991                           |
| 21      | Estados Unidos | Star Wars: Clone Wars                                                          | Star Wars: Clone Wars                                    | Star Wars: Guerras Clônicas                                                                         | 2003-2005                           |
| 20      | Estados Unidos | Justice League Unlimited                                                       | Justice League Unlimited                                 | Liga da Justiça sem Limites                                                                         | 2001-2006                           |
| 19      | Estados Unidos | G.I. Joe: A Real American Hero                                                 | G.I. Joe: A Real American Hero                           | Comandos em Ação                                                                                    | 1985-1986 & 1989-1991               |
| 18      | Estados Unidos | DuckTales                                                                      | DuckTales                                                | Brasil: DuckTales - Os Caçadores de Aventuras / Portugal: Patoaventuras                             | 1987-1990                           |
| 17      | Estados Unidos | Animaniacs                                                                     | Animaniacs                                               | Animaniacs                                                                                          | 1993-1998                           |
| 16      | Estados Unidos | The Maxx                                                                       | The Maxx                                                 | The Maxx                                                                                            | 1995                                |
| 15      | Estados Unidos | SpongeBob SquarePants                                                          | SpongeBob SquarePants                                    | "Bob Esponja Calça Quadrada" ou "Bob Esponja"                                                       | 1999-Presente                       |
| 14      | Japão          | カウボーイビバップ (Kaubōi Bibappu)                                            | Cowboy Bebop                                             | Cowboy Bebop                                                                                        | 1998-1999                           |
| 13      | Estados Unidos | X-Men: The Animated Series                                                     | X-Men: The Animated Series                               | X-Men                                                                                               | 1992-1997                           |
| 12      | Estados Unidos | The Ren & Stimpy Show                                                          | The Ren & Stimpy Show                                    | The Ren & Stimpy Show                                                                               | 1991-1996                           |
| 11      | Estados Unidos | The Rocky and Bullwinkle Show                                                  | The Rocky and Bullwinkle Show                            | As Aventuras de Rocky e Bullwinkle                                                                  | 1959-1964                           |
| 10      | Japão          | 新世紀エヴァンゲリオン (Shin Seiki Evangerion)                                 | Neon Genesis Evangelion                                  | Neon Genesis Evangelion                                                                             | 1995-1996                           |
| 9       | Estados Unidos | The Flinstones                                                                 | The Flinstones                                           | Os Flintstones                                                                                      | 1960-1966                           |
| 8       | Estados Unidos | Futurama                                                                       | Futurama                                                 | Futurama                                                                                            | 1999-2003 & 2008-2013               |
| 7       | Estados Unidos | Family Guy                                                                     | Family Guy                                               | "Uma Família da Pesada" (ou "Family Guy")                                                           | 1999-2002 & 2005-Presente           |
| 6       | Estados Unidos | The Tick                                                                       | The Tick                                                 | The Tick                                                                                            | 1994-1996                           |
| 5       | Estados Unidos | Beavis and Butt-Head                                                           | Beavis and Butt-Head                                     | Beavis and Butt-Head                                                                                | 1993-1997                           |
| 4       | Estados Unidos | South Park                                                                     | South Park                                               | South Park                                                                                          | 1997-Presente                       |
| 3       | Estados Unidos | Looney Tunes                                                                   | Looney Tunes                                             | Looney Tunes                                                                                        | 1930 a 1969                         |
| 2       | Estados Unidos | Batman: The Animated Series                                                    | Batman: The Animated Series                              | "Batman: A Série Animada" ou "O Novo Batman"                                                        | 1992-1995                           |
| 1       | Estados Unidos | The simpsons                                                                   | The simpsons                                             | Os simpsons                                                                                         | 1989-presente                       |